# Livia Martins Horacio
Livia Martins Horacio, née le 18 janvier 1987 à São Paulo, est une handballeuse brésilienne évoluant au poste de pivot.

## Biographie
En décembre 2010, en provenance du club brésilien de Metodista São Paulo, elle rejoint Le Havre où elle joue deux saisons et remporte la coupe Challenge en 2012.
Elle signe au CJF Fleury Loiret Handball en 2012. Blessée au genou durant une grande partie de la saison, elle quitte le club après seulement un an.

## Palmarès
- Vainqueur de la coupe Challenge en 2012 avec Le Havre AC Handball